# Рунски камен
Рунски камен или рунски споменик је издигнути камени монумент исписан уклесаним рунским писмом, али се термин може применити и на рунске натписе на природним стенама и на равној каменој подлози. Традиција подизања ових споменика почела је у 4. веку и трајала до 12. века. Највећа већина рунских натписа датира из доба Викинга (9—11. век) и већина их се налази у Скандинавији, али постоје и рунске стене расејане по локацијама посећеним од Нормана током њихових освајања (на пример пловећи Дњепрем ка острву Берзан у данашњој Русији).
Рунске стене су најчешће споменици умрлима. Сматра се да су у времену подизања били шаролики, исписани јарким бојама, али то више није очигледно јер су боје током векова нестале.

## Историјска позадина
По викиншком веровању рунске списе подарио им је Один, бог тајних знања. Сама реч на готском језику значи "тајна" а на архаичном германском "мрмљање, чудоворно дело" или "натпис". Рунске натписе најчешће налазимо уклесане у мачеве, пехаре, драгуље и украсе, или – као у случају рунских споменика – у стену. 
Традиција подизања споменика исписаних рунским писмом први пут се јавља у 4. и 5. веку, у Норвешкој и Шведској, а затим и у Данској. Рани рунски каменови су обично постављани поред гробова и гробница. Највише рунских монуманета има Шведска, преко 2000, а у Данској је познато 250, док их је најмање у Норвешкој, свега 50.
Германо-скандинавска традиција подизања рунских споменика показује сличност са натписима на стелама других народа, као и са словенским стећцима. На пример старословенска традиција у Русији такође има сличне монументе: Борисово камење (или Двинско камење; неколико метара велико стење са исклесаним крстовима и натписима на северу данашње Белорусије), Тмутаракански камен (мермерна плоча са уклесаним ћириличним старословенским натписом, са Таманског полуострва) и Стерженски крст (камени једноставни или грчки крст – прахришћански симбол – кога је 1133. г. поставио новгородски бојар Иванко Павлович као успомену на побољшање пловних путева – продубљивање корита реке Волге).

## Изворна традиција

#### Сликовити прикази
Рунски натпис на стени обично се налази уклесан унутар исцртане траке која најчешће има облик змије, змаја или неке четвероножне звери.

#### Митови и легенде
Према приказима слика на шведским стенама најраширенија прича је о хероју Сигурду, убици змајева.